# 神戸駅 (愛知県)
神戸駅（かんべえき）は、愛知県田原市神戸町にある豊橋鉄道渥美線の駅である。駅番号は15。

## 歴史
開業とともに設置された神戸駅（初代）は当駅より0.5㎞三河田原寄りにあったが、当駅とは書類上別の扱いであり、1944年の休止を経て1977年に廃止されている。
当駅は小野田セメント田原工場（2002年に閉鎖）への専用線分岐信号所として設置されていた神戸信号所を神戸駅（2代）として1989年（平成元年）7月に旅客駅に昇格したものである（専用線は駅昇格前に廃止されている）。

### 年表
- 1930年（昭和5年）9月1日：神戸信号所として開設。小野田セメント（現：太平洋セメント）専用線が分岐。
- 1940年（昭和15年）9月1日：名古屋鉄道との合併により同社渥美線の信号所となる。
- 1954年（昭和29年）10月1日：名古屋鉄道が渥美線新豊橋 - 三河田原間を豊橋鉄道へ譲渡。
- 1956年（昭和31年）2月21日：行き違い設備新設[3]
- 1989年（平成元年）7月10日：神戸駅（2代）として旅客営業開始。

## 駅構造
相対式ホーム2面2線で交換設備を持つ地上駅である。無人駅である。出入口は南の住宅地側にのみあり、北の田原街道（旧国道259号）側にはない。田原市により、自動車も乗り入れ可能な駅前広場が整備されている。

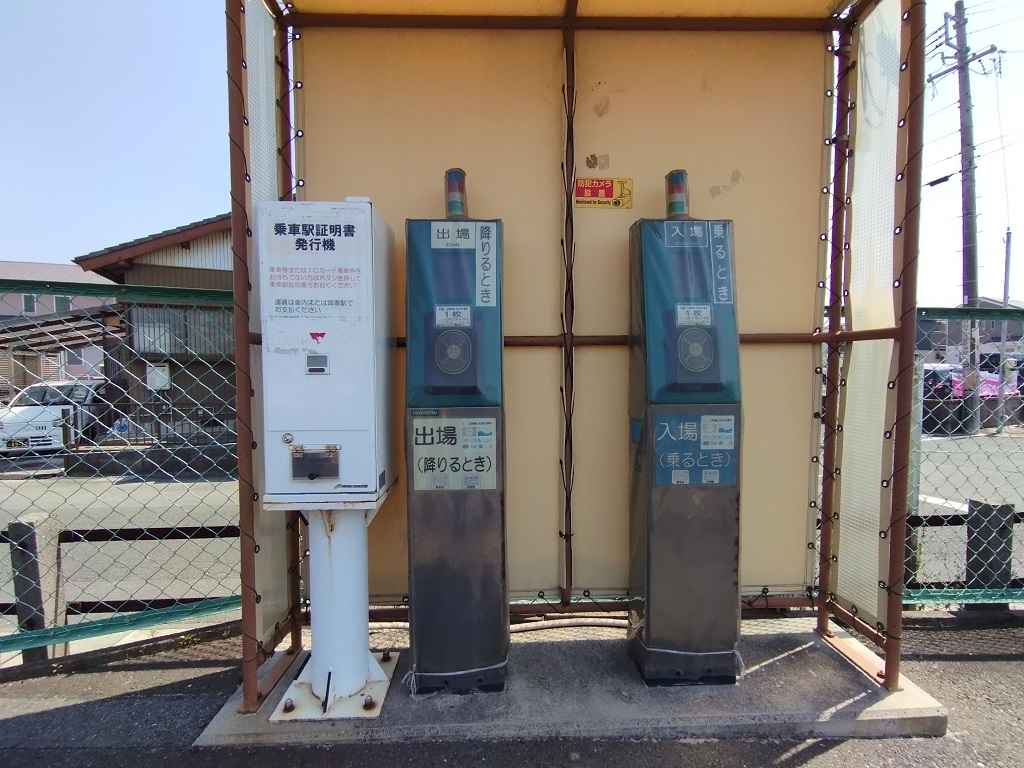
簡易改札機
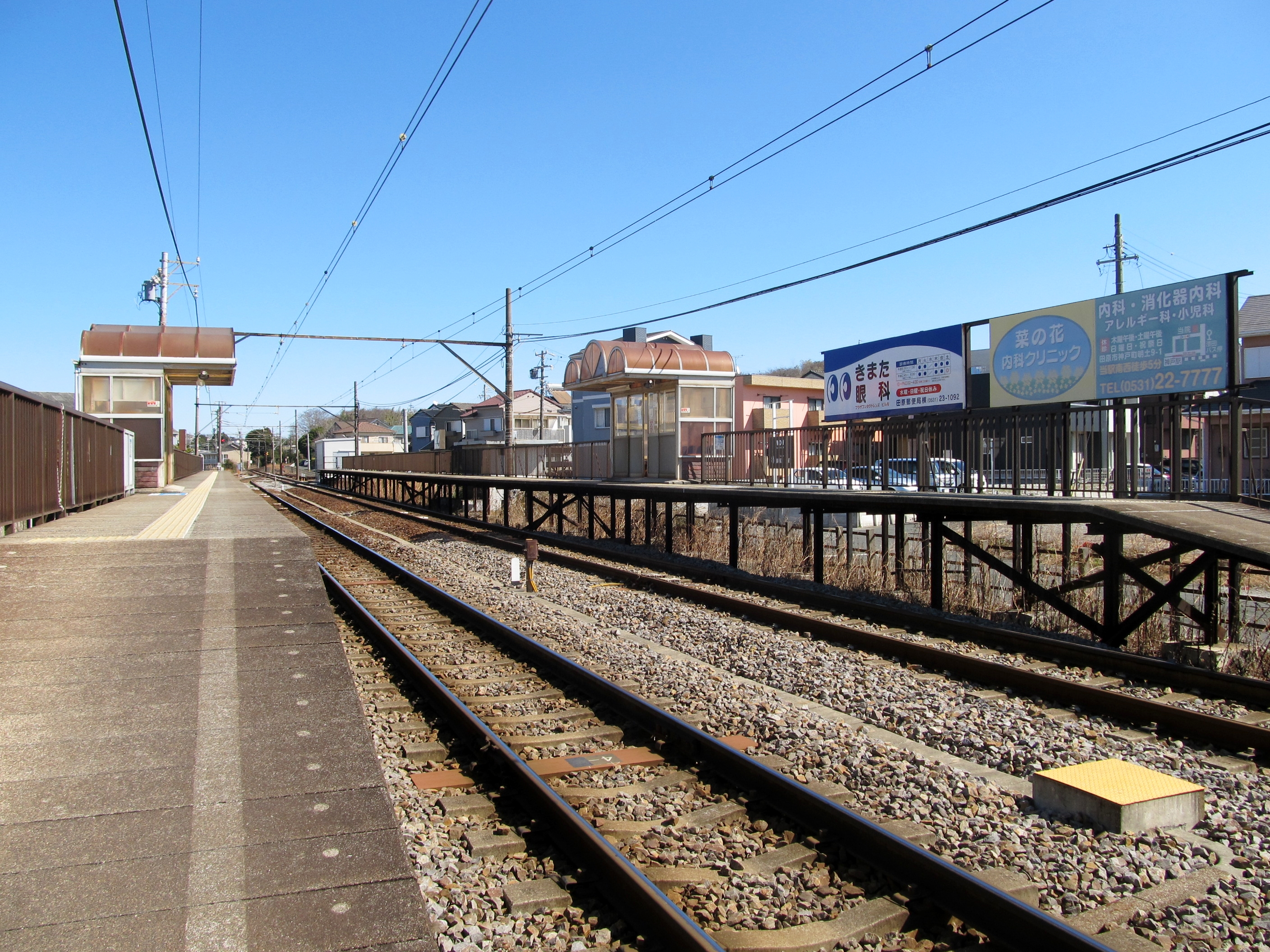
ホーム（2023年2月）
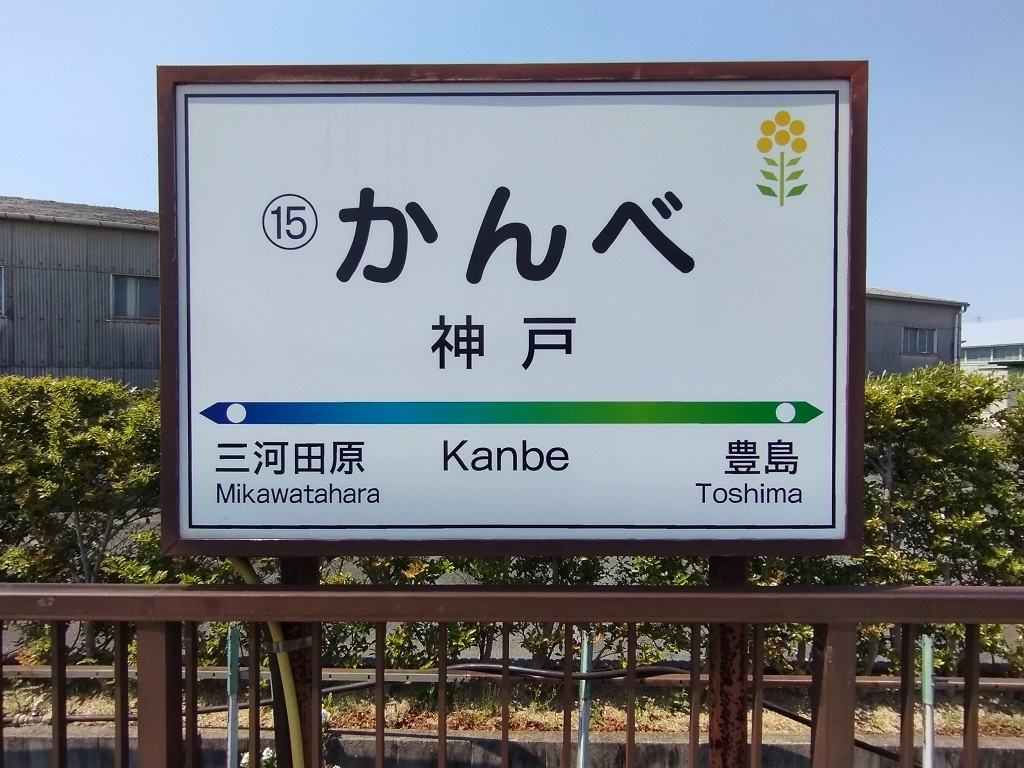
駅名標（2022年5月）
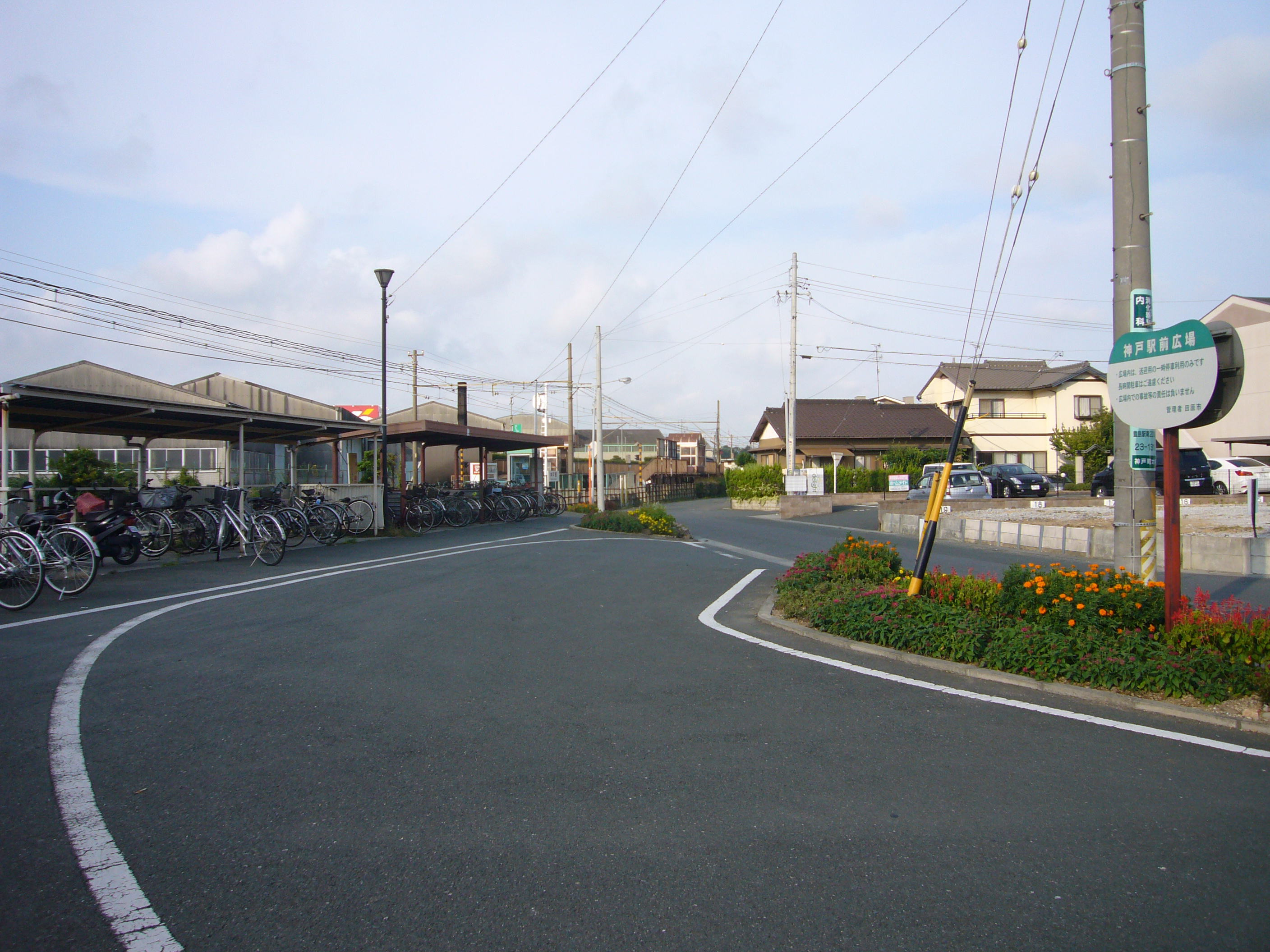
駅前広場（2008年8月）

### 配線図
| ← 三河田原駅 | 神戸駅 構内配線略図 | → 新豊橋方面 |
| 凡例 出典:   |                     |              |

## 利用状況
「移動等円滑化取組報告書」によると、当駅の各年度の1日平均乗降人員は以下の通りである。
| 年度               | 1日平均 乗降人員 |
| ------------------ | ---------------- |
| 2019年（令和元年） | 227              |
| 2020年（令和02年） | 197              |

- 主として通学・通勤用に利用される。三河田原駅に近いため利用者は少なく、信号場のような感じである。
- 当駅の利用状況の変遷を下表に示す。
輸送実績（乗車人員）の単位は人であり、年度での総計値を示す。
乗降人員調査結果は任意の1日における値で、単位は人である。調査日の天候・行事等の要因による変動は考慮されていない。
表中、赤色は各項目の最高値である。また、最高値を記録した年度を基準に、それ以前の最低値を緑色、以降の最低値を青色で表記している。

| 年 度              | 当駅分輸送実績（乗車人員）：人／年度 | 当駅分輸送実績（乗車人員）：人／年度 | 当駅分輸送実績（乗車人員）：人／年度 | 当駅分輸送実績（乗車人員）：人／年度 | 乗降人員調査結果 人／日 | 乗降人員調査結果 人／日 | 特 記 事 項  |
| ------------------ | ------------------------------------ | ------------------------------------ | ------------------------------------ | ------------------------------------ | ----------------------- | ----------------------- | ------------ |
| 年 度              | 通勤定期                             | 通学定期                             | 定期外                               | 合 計                                | 調査日                  | 調査結果                | 特 記 事 項  |
| 1989年（平成元年） | 1,933                                | ←←←←                                 | 1,124                                | 3,057                                |                         |                         | 旅客営業開始 |
| 1990年（平成2年）  | 7,196                                | ←←←←                                 | 1,800                                | 8,996                                |                         |                         |              |
| 1991年（平成3年）  | 13,405                               | ←←←←                                 | 1,385                                | 14,790                               |                         |                         |              |
| 1992年（平成4年）  | 14,246                               | ←←←←                                 | 1,771                                | 16,017                               |                         |                         |              |
| 1993年（平成5年）  | 13,476                               | ←←←←                                 | 2,193                                | 15,669                               |                         |                         |              |
| 1994年（平成6年）  | 14,145                               | ←←←←                                 | 1,887                                | 16,032                               |                         |                         |              |
| 1995年（平成7年）  | 17,849                               | ←←←←                                 | 2,175                                | 20,024                               |                         |                         |              |
| 1996年（平成8年）  | 15,945                               | ←←←←                                 | 2,352                                | 18,297                               |                         |                         |              |
| 1997年（平成9年）  | 17,899                               | ←←←←                                 | 2,276                                | 20,175                               |                         |                         |              |
| 1998年（平成10年） | 18,175                               | ←←←←                                 | 2,178                                | 20,353                               |                         |                         |              |
| 1999年（平成11年） | 21,149                               | ←←←←                                 | 2,894                                | 24,043                               |                         |                         |              |
| 2000年（平成12年） | 20,863                               | ←←←←                                 | 2,621                                | 23,484                               |                         |                         |              |
| 2001年（平成13年） | 22,777                               | ←←←←                                 | 2,738                                | 25,515                               |                         |                         |              |
| 2002年（平成14年） | 20,379                               | ←←←←                                 | 2,773                                | 23,152                               |                         |                         |              |
| 2003年（平成15年） | 20,238                               | ←←←←                                 | 2,997                                | 23,235                               |                         |                         |              |
| 2004年（平成16年） | 23,588                               | ←←←←                                 | 3,525                                | 27,113                               |                         |                         |              |
| 2005年（平成17年） |                                      | ←←←←                                 |                                      |                                      |                         |                         |              |
| 2006年（平成18年） |                                      | ←←←←                                 |                                      |                                      |                         |                         |              |
| 2007年（平成19年） |                                      | ←←←←                                 |                                      |                                      |                         |                         |              |

## 駅周辺

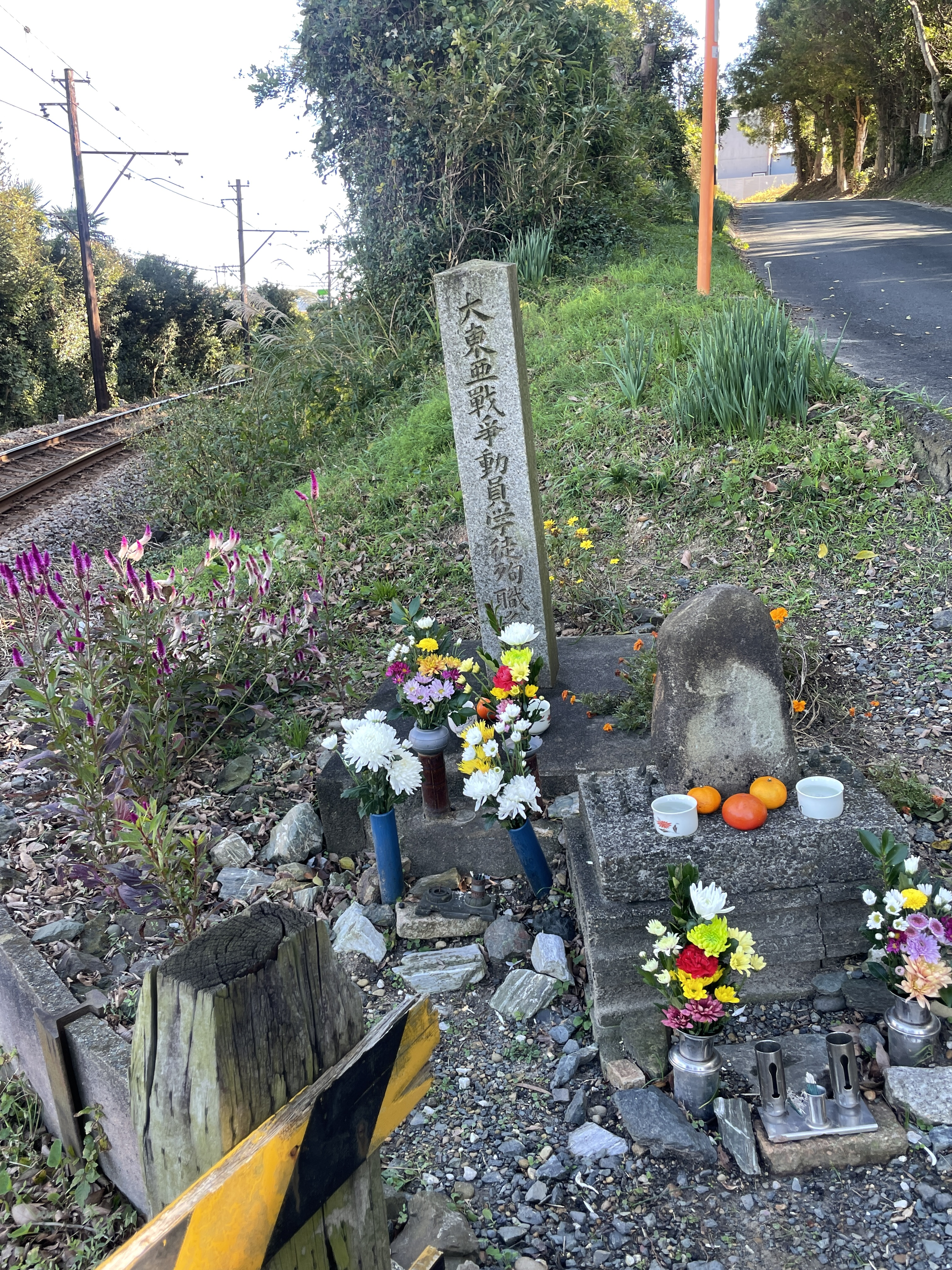
渥美線機銃掃射事件の犠牲者を慰霊する「大東亜戦争動員学徒殉職之地碑」

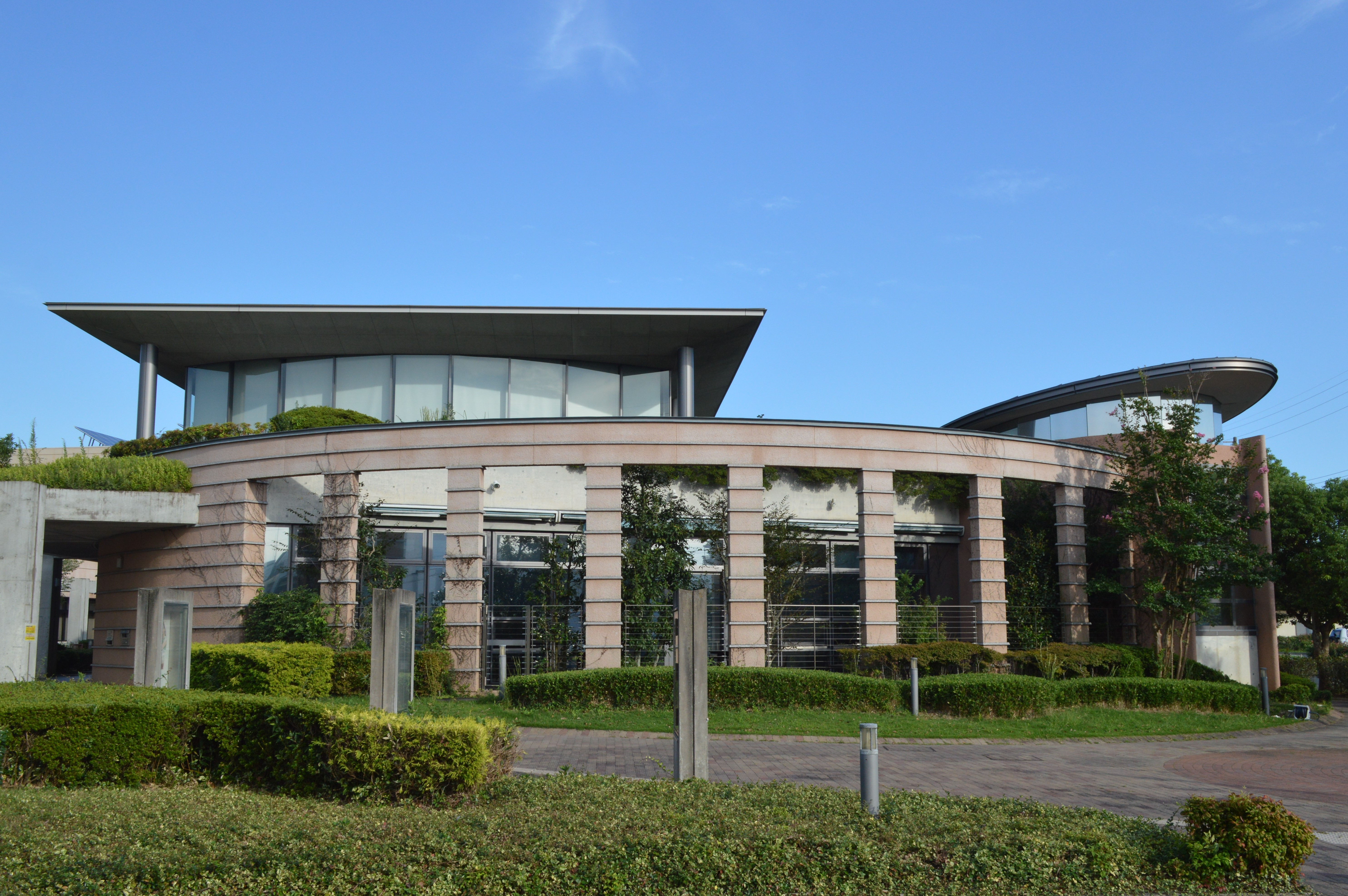
田原市中央図書館

駅北側を田原街道が通り、その街道沿いには会社の事業所やロードサイド店舗が建つ。この街道と重複する愛知県道28号線は（駅北東側にある）大坪交差点で北方向に曲がり、汐川の方へ進む。駅南側は住宅地となっており、付近には農業資材の工場がある。そこから少し南へ進むと国道259号（田原バイパス）に至る。
- 田原市総合体育館
- 田原文化会館
- 田原市中央図書館
- 渡辺機開工業
- イノチオアグリ田原工場
- イオン田原店
- フィール田原店
- 田原シティホテル
- 豊橋信用金庫田原支店
- 久丸神社
- 大東亜戦争動員学徒殉職之地碑
- 国道259号（田原バイパス）
- 愛知県道28号田原高松線
- 田原街道 - 大坪交差点以西は愛知県道28号線と重複
- 汐川

## バス路線
愛知県道28号線（田原街道）沿いに、豊鉄バス伊良湖本線の「神戸」バス停がある。

## 隣の駅
豊橋鉄道
■渥美線
豊島駅 (14) - 神戸駅 (15) - 三河田原駅 (16)